# Jacquinia acunana
Jacquinia acunana är en viveväxtart som beskrevs av Attila L. Borhidi och O. Muniz. Jacquinia acunana ingår i släktet Jacquinia och familjen viveväxter. Inga underarter finns listade i Catalogue of Life.